# Thaumatoleon splendidus
Thaumatoleon splendidus är en insektsart som beskrevs av Peter Esben-Petersen 1921. 
Thaumatoleon splendidus ingår i släktet Thaumatoleon och familjen myrlejonsländor. Inga underarter finns listade i Catalogue of Life.